# 劉文彬 (民國)

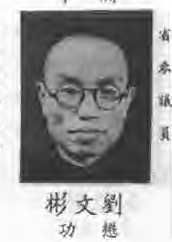
民國37年出版的《第一屆國民大會專輯》中的劉文彬肖像

劉文彬（？年—？年），男，中华民国政治人物，四川省懋功縣（今属四川省小金县）選出之第一屆國民大會代表。

## 生平
四川省懋功縣撫邊特區區長
四川省參議會參議員
民國36年，當選為四川省懋功縣選出之第一屆國民大會代表